# Centro de Filosofia e Ciências Humanas da Universidade Federal do Rio de Janeiro
O Centro de Filosofia e Ciências Humanas (CFCH) da Universidade Federal do Rio de Janeiro (UFRJ) compõe unidades de ensino, pesquisa e extensão desta universidade. É composto por seis unidades e dois órgãos suplementares.

## Unidades
- Escola de Comunicação (ECO)
- Faculdade de Educação (FE)
- Instituto de História (IH)

## Órgãos suplementares
- Colégio de Aplicação (CAp)